# Château de Bornessant
Le château de Bornessant est un château, du XVIe, reconstruit après la Révolution, et restauré vers 1852, sous l'Ancien Régime siège de la baronnie de Bornessant, qui se dresse sur la commune de Billième, une commune française, dans le département de la Savoie en région Auvergne-Rhône-Alpes.

## Situation
Le château se dresse, à 400 m à l'est-nord-est de l'église du bourg, sur les premiers contreforts du mont du Chat.

## Historique
Le château de Bornessant, érigé dans la seconde moitié du XVIe, est la possession d'une branche de la famille de Mareste, seigneurs de Montaigre (Vieu). Claude de Mareste qui avait acquis, en 1533, auprès du duc Charles III de Savoie, le fief, avec réserve de rachat perpétuel, en reçoit, le 20 août 1565, inféodation avec érection au titre de baronnie.
Anthelme de Mareste y vit, en 1700.
Louis de Bornessant de Mareste, seigneur de Montaigre, est, le 26 mars 1717, parrain, à Chevelu, d'une fille de noble François Drujon. Le 19 novembre 1722, ce même Louis épouse Françoise d'Arcollières, fille de Pierre d'Arcollières, seigneur de Prélian. Le fief de Bornessant échoit, toujours en 1722, à la famille de Comnène ; Claude de Comnène qui en a la possession, le transmet, en 1725, à son fils, Joseph-Nicolas Comnène, dont le fils unique, Claude Comnène, religieux, dominicain à Chambéry, le vend, le 31 mai 1753 à Maître Prudent Belly, bourgeois de Chambéry. Les Belly le garderont jusqu'en 1818, ou, il passe, par héritage et partage aux familles Goybet et Dullin , puis à la famille Dullin de Yenne.
Le château est démantelé, en 1798, à la Révolution française, en application de l'arrêté du 8 pluviôse an II (27 janvier 1794) du représentant Albitte. Reconstruit, il est restauré vers 1852 par Pierre Dullin, président de Chambre à la Cour d'appel de Chambéry et cousin germain de Jacques Dullin, du Châtelard, père de Charles Dullin. La famille Dullin possède encore le château de Bornessant aujourd'hui.

## Description
Le château de Bornessant se présente aujourd'hui sous la forme d'une grosse maison quadrangulaire haute de trois étages sur rez-de-chaussée. Quatre tourelles en flanquent les angles.